# Iulie 1991
Acest articol este generat integral pe baza informațiilor din articolul 1991 și este actualizat periodic de un robot.
 Editările făcute în articol vor fi șterse la următoarea actualizare! Dacă doriți să faceți modificări, editați articolul-sursă.

ianuarie -
februarie -
martie -
aprilie -
mai -
iunie -
iulie -
august -
septembrie -
octombrie -
noiembrie -
decembrie
Iulie 1991 a fost a șaptea lună a anului și a început într-o zi de luni.

## Evenimente
- 7 iulie: S-a constituit Partidul Alianței Civice, care, la 28 martie 1998, va fuziona cu Partidul Național Liberal.
- 11 iulie: O eclipsă totală de soare este vizibilă în Hawaii, Mexic, America Centrală, Columbia și Brazilia.

## Nașteri
- 1 iulie: Lucas Vázquez (Lucas Vázquez Iglesias), fotbalist spaniol
- 2 iulie: Aczino (Mauricio Hernández González), rapper mexican
- 3 iulie: James-Andrew Davis, scrimer britanic
- 3 iulie: Anastasia Pavliucenkova, jucătoare rusă de tenis
- 5 iulie: Jason Dolley, actor american
- 6 iulie: Jelena Živković, handbalistă sârbă
- 8 iulie: Virgil van Dijk, fotbalist neerlandez
- 8 iulie: Manija (Manija Dalerovna Hamroeva), cântăreață rusă
- 11 iulie: Ervin Zsiga, fotbalist român
- 12 iulie: Željka Nikolić, handbalistă sârbă
- 12 iulie: Nwankwo Obiora, fotbalist nigerian
- 12 iulie: James Rodríguez, fotbalist columbian
- 14 iulie: Rossella Fiamingo, scrimeră italiană
- 15 iulie: Narcis Bădic, fotbalist român
- 15 iulie: Andreea Boșneag, actriță română
- 15 iulie: Nuria Párrizas Díaz, jucătoare spaniolă de tenis
- 15 iulie: Danilo Luiz da Silva, fotbalist brazilian
- 15 iulie: Shogo Taniguchi, fotbalist japonez
- 16 iulie: Florin Achim, fotbalist român
- 16 iulie: Alexandra Shipp, actriță americană
- 18 iulie: Gianmarco Piccioni, fotbalist italian
- 19 iulie: Jun Amano, fotbalist japonez
- 19 iulie: Nathalie Hagman, handbalistă suedeză
- 22 iulie: Tennys Sandgren, jucător american de tenis
- 27 iulie: Violetta Kolobova, scrimeră rusă
- 28 iulie: Loret Sadiku, fotbalist suedez
- 31 iulie: Filipa Azevedo, cântăreață portugheză

## Decese
- 1 iulie: Alfred Eisenbeisser-Fieraru, 83 ani, fotbalist român (n. 1908)
- 2 iulie: Lee Remick, 55 ani, actriță americană (n. 1935)
- 3 iulie: Sigismund Toduță, 83 ani, compozitor român (n. 1908)
- 5 iulie: Nobuo Nakamura, 82 ani, actor japonez (n. 1908)
- 16 iulie: Bruno Cetto, 70 ani, inginer italian (n. 1921)
- 19 iulie: Gheorghe Vrabie, 83 ani, folclorist român (n. 1908)
- 19 iulie: Gheorghe Vrabie, folclorist român (n. 1908)
- 25 iulie: Cafuringa (Moacir Fernandes), 42 ani, fotbalist brazilian (n. 1948)